# Herb korporacji

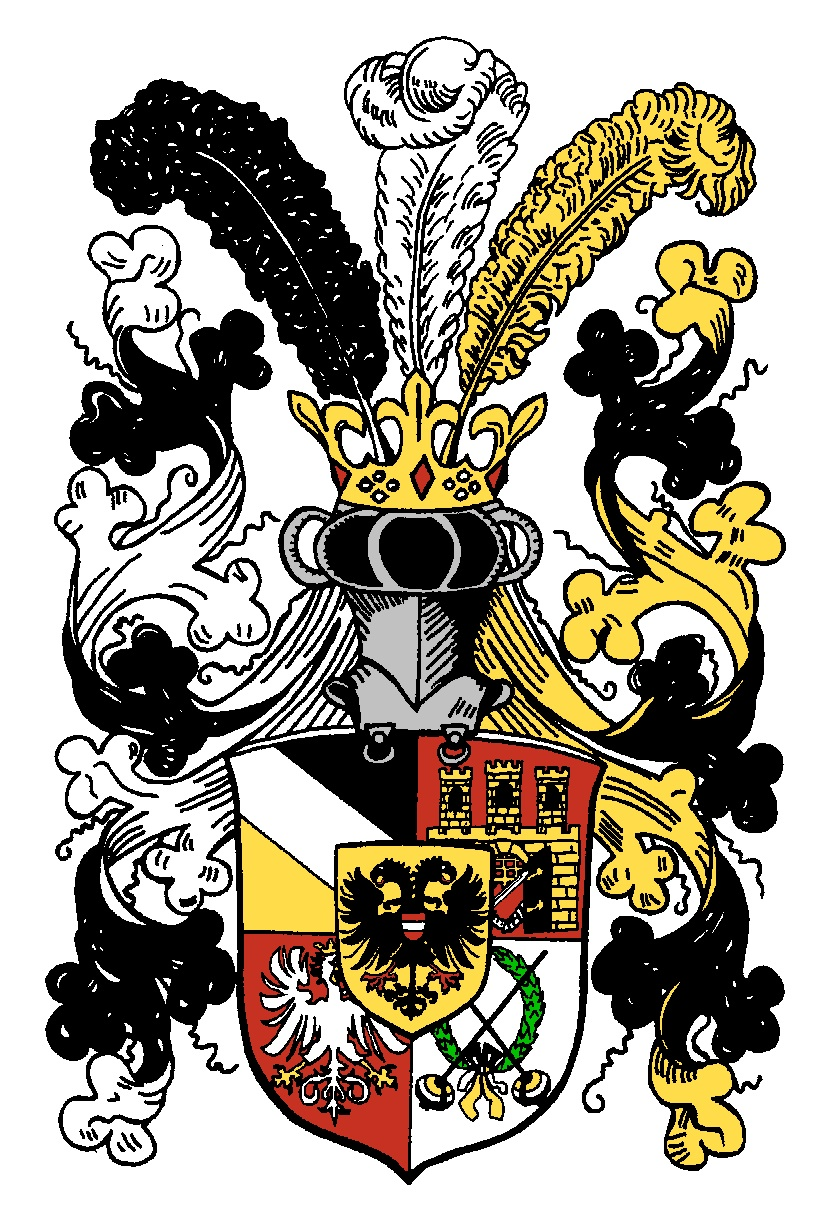
herb niemieckiej korporacji studenckiej

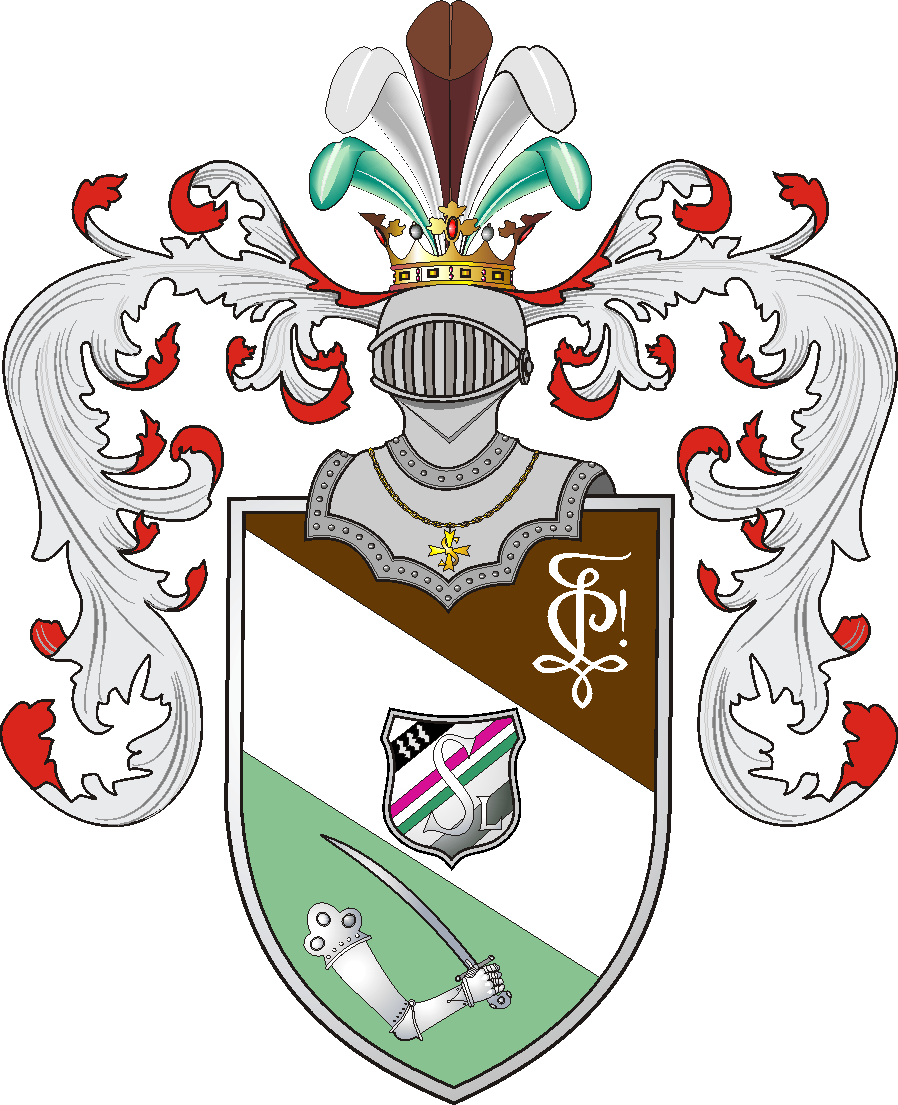
Herb polskiej Korporacji Akademickiej Sarmatia

herb bożogrobców

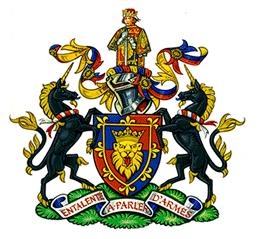
herb Brytyjskiego Towarzystwa Heraldycznego

Herb korporacji – indywidualny znak  ukształtowany według  reguł heraldycznych, przysługujący instytucji posiadającej osobowość prawną.
Herbem takim posługiwała się dana korporacja, czasem również osoby do niej należące, zazwyczaj w formie pieczęci. Stosowany też na sztandarach, drukach, dekoracjach, odznakach itp. Używany był w średniowieczu m.in. przez uniwersytety, cechy rzemieślnicze, instytucje kościelne (kapituły, opactwa, zakony rycerskie itd.), wiele herbów korporacyjnych używanych  jest też współcześnie.
W niektórych krajach, np. w Wielkiej Brytanii również i dziś urzędy heroldów nadają i kontrolują używanie herbów korporacyjnych, tworzonych współcześnie zgodnie z zasadami heraldyki dla koncernów, różnych firm, związków zawodowych, sportowych, organizacji społecznych i stowarzyszeń.